# Нушень (комуна)
Нушень, Нушені (рум. Nușeni) — комуна у повіті Бистриця-Несеуд в Румунії. До складу комуни входять такі села (дані про населення за 2002 рік):
- Беудіу (636 осіб)
- Віца (402 особи)
- Думбрава (57 осіб)
- Малін (492 особи)
- Нушень (1004 особи) — адміністративний центр комуни
- Русу-де-Сус (296 осіб)
- Феляк (377 осіб)

Комуна розташована на відстані 330 км на північний захід від Бухареста, 22 км на захід від Бистриці, 58 км на північний схід від Клуж-Напоки.

## Населення
За даними перепису населення 2002 року у комуні проживали 3264 особи.
Національний склад населення комуни:
| Національність | Кількість осіб | Відсоток |
| -------------- | -------------- | -------- |
| румуни         | 2372           | 72,7%    |
| угорці         | 872            | 26,7%    |
| цигани         | 11             | 0,3%     |
| німці          | 7              | 0,2%     |
| українці       | 2              | 0,1%     |

Рідною мовою назвали:
| Мова       | Кількість осіб | Відсоток |
| ---------- | -------------- | -------- |
| румунська  | 2372           | 72,7%    |
| угорська   | 875            | 26,8%    |
| циганська  | 9              | 0,3%     |
| німецька   | 6              | 0,2%     |
| українська | 2              | 0,1%     |

Склад населення комуни за віросповіданням:
| Релігія                                       | Кількість осіб | Відсоток |
| --------------------------------------------- | -------------- | -------- |
| православні                                   | 2289           | 70,1%    |
| реформати                                     | 484            | 14,8%    |
| римо-католики                                 | 345            | 10,6%    |
| адвентисти                                    | 60             | 1,8%     |
| п'ятдесятники                                 | 48             | 1,5%     |
| греко-католики                                | 30             | 0,9%     |
| баптисти                                      | 4              | 0,1%     |
| лютерани (Синодально-пресвітеріанська церква) | 1              | < 0,1%   |
| лютерани (Аугсбурзького сповідання)           | 1              | < 0,1%   |